# 택시운전사 (영화)
《택시운전사》는 2017년에 개봉한 대한민국의 영화이자 천만 관객 돌파 영화이다. 실화를 바탕으로 하였으며, 5·18 광주 민주화 운동 당시 현장취재를 통해 광주의 참상을 해외에 알린 외신기자인 위르겐 힌츠페터와 그를 도운 택시운전사 김사복, 그리고 광주시민의 이야기를 다루고 있다.

## 줄거리
1980년 5월, 서울에서 택시기사일을 하며 하나 뿐인 딸과 착실하게 살아가는 만섭. 하지만 사글세(집세)가 자그마치 10만원이나 밀려있는 탓에 집주인 아줌마로부터 온갖 핀잔을 듣기 일쑤. 그러던 어느 날, 절친 동수와 식당에서 밥을 먹던 도중 뜻하지 않은 돈벌이 기회를 엿듣게 된다. 바로 전라도 광주까지 내렸다가 통금시간 전까지 서울에 다시 도착하면 일당 10만원을 주겠다는 외국인 손님이 하나 있다는 것이다. 만섭은 밀린 사글세를 단번에 갚을 절호의 찬스라고 여기며 손님을 가로채기 위해 밥 먹던 것도 뒤로 미뤄두고 약속한 장소로 달려간다.
손님의 정체는 독일 외신 기자 위르겐 힌츠피터. 광주에서 벌어지는 심상찮은 사건을 취재하기 위함이었지만 이를 알 리가 없는 만섭은 짧은 영어 실력을 최대한 발휘하면서 피터를 냅다 차에 태우고는 광주로 달리기 시작한다. 그런데 무슨 일인지 광주로 들어가는 길목은 도로와 산길을 막론하고 모두 군인들이 차단하고 있었고 간신히 들어온 광주 길거리는 대낮인데도 도로가 난장판이 되어있고 가게 셔터가 모두 닫혀있는 등 황량하기만 했다. 의문이 가득한 만섭과는 달리 피터는 심상찮은 눈빛으로 이를 열심히 카메라로 찍기 시작했는데 트럭 짐칸에 올라탄 한 무리의 대학생 무리들을 발견한다.
피터의 영어를 못 알아들어 난감해 하던 대학생들은 그나마 영어를 할 줄 안다는 재식에게 통역을 맡겼고 이때부터 재식은 통역사 역할로 일행에 합류한다. 이후 재식의 안내에 따라 광주 시위 현장에 오게 된 만섭은 나라를 지켜야 할 군인들이 국민들에게 무차별적인 총격을 가하는 것을 보고 엄청난 충격을 받는다. 그제서야 피터의 진짜 정체와 광주에 무슨 일이 일어나고 있는지 알게 된 만섭. 하지만 타고 왔던 택시가 고장 나는 바람에 옴짝달싹 못하는 신세가 됐고 집에 홀로 있을 딸 걱정이 밀려오기 시작했다.그러자 광주에서 빠져나가 시장에서 잔치국수를 먹다 신문에 거짓기사가 난 것을 보고 고민하다 다시 광주로 돌아가 사람들을 도우러 가는데..

## 캐스팅

### 주요 인물
- 송강호 : 김만섭 역 - 본작의 주인공. 서울특별시에 사는 평범한 개인 택시 기사. 힌츠페터(피터)의 친구.
- 토마스 크레치만 : 위르겐 힌츠페터(피터) 역 - 본작의 서브 주인공. 서독 ARD/NDR 소속 기자. 만섭의 친구.
- 유해진 : 황태술 역 - 광주 적십자병원에서 만난 광주의 개인 택시 기사.
- 류준열 : 구재식 역 - 대학생.

### 주변 인물
- 박혁권 : 최 기자 역 - 광주 지역신문인 전남매일신문사 소속의 기자.
- 최귀화 : 사복조장 역 - 본작의 메인 빌런이자 최종 보스. 보안사 소속 군인.
- 차순배 : 차 기사 역
- 신담수 : 신 기사 역
- 류성현 : 류 기사 역
- 엄태구 : 비포장 검문소 박 중사 역 - 31사단 소속 육군 중사.
- 박민희 : 권 중령 역 - 육군특수전사령부 소속 중령이자 계엄사 지휘관.
- 결휘 : 한성용 역 - 본작의 중간 보스
- 이정은 : 황태술 처 역
- 유은미 : 김은정 역 - 만섭의 외동딸.
- 권순준 : 강상구 역 - 주인집 아들.
- 윤석호 : 황태술 아들 역
- 허정도 : 서울 임신부 남편 역 - 초반 만섭이 태운 부부.
- 이봉련 : 서울 임산부 역 - 초반 만섭이 태운 부부.
- 이호철 : 홍용표 역
- 이용이 : 홍용표 모 역

### 그 외 인물
- 한근섭 : 대학생 시위대 1 역
- 홍완표 : 대학생 시위대 2 역
- 장지웅 : 후배기자 1 역
- 박성현 : 후배기자 2 역
- 박상진 : 사복특공조 1 역
- 백인권 : 사복특공조 2 역
- 김대현 : 사복특공조 3 역
- 송진우 : 사복특공조 4 역
- 이새별 : 주먹밥 여대생 역
- 차미경 : 주먹밥 아줌마 역
- 배준수 : 금남로 대학생 역
- 어주선 : 두루마기 노인 역
- 유순철 : 농부 역
- 박주용 : 주유소 직원 역
- 구성환 : 순천 카센터 직원 역
- 이설구 : 순천 좌판손님 1 역
- 손경원 : 순천 좌판손님 2 역
- 장해숙 : 순천 국수집 주인 역
- 이새로미 : 순천 신발가게 주인 역
- 이수민 : 광주 간호사 역
- 양선영 : 광주 임산부 역
- 김정민 : 고등학생 부상자 역
- 한동원 : 고속도로 검문소 군인 1 역
- 김민식 : 고속도로 검문소 군인 2 역
- 성도현 : 샛길 검문소 군인 역
- 김경일 : 비포장 검문소 군인 1 역
- 한성용 : 비포장 검문소 군인 2 역
- 백현우 : 비포장 검문소 군인 3 역
- 문광식 : 비포장 검문소 군인 4 역
- 서현우 : 보안사 1 역
- 장인호 : 보안사 2 역
- 조승연 : 공항직원 역
- 사무엘 로르카 : 외신기자 1 역
- 포레스트 이안 엣슬러 : 외신기자 2 역
- 앨브라이트 브래드포드 : 신입기자 역
- 다니엘 조셉 어빈 : 신입기자 역
- 류아벨 : 다방 레지 역
- 최재섭 : 회사 택시기사 역
- 오재균 : 서울기사 1 역
- 임학순 : 서울기사 2 역
- 김대진 : 장모님 택시기사 역
- 손종환 : 뉴스앵커 역
- 숄츠 프란츠 안톤 : 독일뉴스 앵커 1 역
- 만딕 유레 : 독일뉴스 앵커 2 역
- 이상필 : 공항 입국심사대 직원 역
- 양신지 : 공항 카운터 직원 역
- 이주환 : 공항 출국장 직원 1 역
- 이지완 : 공항 출국장 직원 2 역
- 김정수 : 서울 신문사 부장 역
- 김화목 : 신문배달부 역
- 문태유 : 2003년 택시 취객 역
- 김진상 : 2003년 택시 승객 역
- 김용훈 : 사이드미러 대학생 역
- 윤석진 : 방동면 공수부대원 역
- 서정우 : 광주신문사 직원 역
- 김태환 : 광주신문사 간부 1 역
- 황인범 : 광주신문사 간부 2 역
- 홍준우 : 송건호 언론상 사회자 역
- 이세라 : YMCA 여고생 역
- 김현숙 : 시위대 엄마 역
- 류충범 : 금난로 부상자 1 역
- 박성현 : 금난로 부상자 2 역
- 배진영 : 김만섭 부인 역
- 최나린 : 어린 김은경 역
- 마이클 존 데이비드 : 외신기자 1 (목소리) 역
- 다니엘 조이 알브라이트 : 신입기자 역
- 이창섭 : 광주시위대 역

### 특별출연
- 정진영 : 이 기자 역
- 고창석 : 상구 아빠 역
- 전혜진 : 상구 엄마 역
- 류태호 : 광주신문사 부장 역
- 정석용 : 서울카센터사장 역

## 평가
- 영화 평론가 이용철은 "격류에 휩쓸렸을 때는 몸을 맡기면 된다"다며 별 7점을 주었고, 영화 평론가 허남웅은 "감동과 눈물 그 이상을 기대했다. 특히 이 조합에서는."라며 별 6점을 주었다.[2]

## 흥행
- 8월 7일, 영화진흥위원회 영화관입장권 통합전산망에 따르면 '택시운전사'는 8월 5일과 6일에 총 1,906개 스크린에서 2,217,349명의 관객을 모았으며, 누적 관객 4,362,305명을 기록하였다.[3]
- 8월 10일, 배급사인 쇼박스는 보도자료를 통해 "'택시운전사'가 오늘 오후 2시 30분 기준 누적 관객수 6,001,694명을 기록했다"고 발표하였다.[4]

## 반응
- 이낙연 총리는 페이스북을 통해서 영화를 같이 관람할 사람을 모집하고 추첨을 통해 20명의 시민과 함께 영화를 감상하였다. "저는 기자로 21년을 살았던 사람이다. 1980년 5월에 저는 외교를 담당하는 기자였기 때문에 광주를 보도하는 게 저의 업무는 아니었다고 변명할 수 있다 손치더라도 많은 부채감을 일깨워준 영화이다"라고 소감을 밝혔다.[5]
- 문재인 대통령은 용산의 한 영화관에서 영화를보러온 일반 시민들과 故 위르겐 힌츠페터의 부인 에델트라우트 브람슈테드, 배우 송강호, 유해진, 장훈 감독 등과 함께 작품을 감상하였다.[6] 영화 관람 후 문재인 대통령은 고 힌츠페터씨의 부인 에델트라우트 브람슈테트씨에게 '광주에서 민주화운동이 벌어지던 당시, 다른 지역 사람들은 그 진실을 전혀 알지 못했다. 그 사실을 보도한 기자들은 모두 해직 당하거나 처벌을 받아야 했다. 남편인 고 위르겐 힌츠페터씨 덕분에 우리가 그 진실을 알게 됐다'라며 감사의 뜻을 전했다. 이에 에델트라우트 브람슈테트 여사는 '진실을 알리는 것이 자신의 임무라고 남편은 말하곤 했다. 대한민국 광주가 인생에 있어서 매우 큰 부분을 차지한다고 했는데, 짧은 다큐가 아닌 커다란 스크린에서 영화로 만들어진 걸 안다면 무척 기뻐했을 것이다. 앞으로도 젊은이들이 민주주의란 저절로 얻어지는 것이 아니라는 걸 깨달았으면 좋겠다'라고 말하며 눈물을 흘렸다.
- 한편 중국에서는 영화에 묘사된 시민과 군대의 충돌이 1989년 톈안먼 사건을 연상시킨다는 이유로 자국 내에서 이 영화의 상영을 금지시키기도 했다.[7]

## 수상 경력 및 후보
| 연도 | 상                           | 분야                                | 수상자        | 결과 |
| ---- | ---------------------------- | ----------------------------------- | ------------- | ---- |
| 2017 | 제21회 판타지아 국제 영화제  | 남우주연상                          | 송강호        | 수상 |
| 2017 | 제26회 부일영화상            | 최우수 작품상                       | 택시운전사    | 수상 |
| 2017 | 제26회 부일영화상            | 남우주연상                          | 송강호        | 수상 |
| 2017 | 제26회 부일영화상            | 미술상                              | 조화성 외 1명 | 후보 |
| 2017 | 제26회 부일영화상            | 음악상                              | 조영욱        | 후보 |
| 2017 | 제26회 부일영화상            | 촬영상                              | 고낙선        | 후보 |
| 2017 | 제26회 부일영화상            | 특별상 - 부일독자심사단상           | 장훈          | 수상 |
| 2017 | 제54회 대종상                | 최우수 작품상                       | 택시운전사    | 수상 |
| 2017 | 제54회 대종상                | 감독상                              | 장훈          | 후보 |
| 2017 | 제54회 대종상                | 남우주연상                          | 송강호        | 후보 |
| 2017 | 제54회 대종상                | 시나리오상                          | 엄유나        | 후보 |
| 2017 | 제54회 대종상                | 기획상                              | 최기섭 외 1명 | 수상 |
| 2017 | 제54회 대종상                | 기술상                              | 한철희 외 4명 | 후보 |
| 2017 | 제54회 대종상                | 편집상                              | 김상범 외 1명 | 후보 |
| 2017 | 제54회 대종상                | 촬영상                              | 고낙선        | 후보 |
| 2017 | 제54회 대종상                | 음악상                              | 조영욱        | 후보 |
| 2017 | 제54회 대종상                | 미술상                              | 조화성        | 후보 |
| 2017 | 제54회 대종상                | 의상상                              | 조상경 외 1명 | 후보 |
| 2017 | 제1회 더 서울어워즈          | 영화부문 대상                       | 택시운전사    | 후보 |
| 2017 | 제1회 더 서울어워즈          | 영화부문 남우주연상                 | 송강호        | 수상 |
| 2017 | 제3회 아시안월드필름페스티벌 | 인도주의상 (Special Mention Award)  | 송강호        | 수상 |
| 2017 | 제3회 아시안월드필름페스티벌 | 최우수 작품상 (Best Picture)        | 택시운전사    | 수상 |
| 2017 | 제3회 아시안월드필름페스티벌 | 휴머니타리안상 (Humanitarian Award) | 택시운전사    | 수상 |
| 2017 | 제37회 한국영화평론가협회상  | 남우조연상                          | 유해진        | 수상 |
| 2017 | 제37회 한국영화평론가협회상  | 10대 영화상                         | 택시운전사    | 수상 |
| 2017 | 제38회 청룡영화상            | 최우수 작품상                       | 택시운전사    | 수상 |
| 2017 | 제38회 청룡영화상            | 감독상                              | 장훈          | 후보 |
| 2017 | 제38회 청룡영화상            | 남우주연상                          | 송강호        | 수상 |
| 2017 | 제38회 청룡영화상            | 남우조연상                          | 유해진        | 후보 |
| 2017 | 제38회 청룡영화상            | 신인남우상                          | 류준열        | 후보 |
| 2017 | 제38회 청룡영화상            | 각본상                              | 엄유나        | 후보 |
| 2017 | 제38회 청룡영화상            | 음악상                              | 조영욱        | 수상 |
| 2017 | 제38회 청룡영화상            | 미술상                              | 조화성        | 후보 |
| 2017 | 제38회 청룡영화상            | 한국영화최다관객상                  | 택시운전사    | 수상 |
| 2017 | 제25회 대한민국문화연예대상  | 영화부문 작품상                     | 택시운전사    | 수상 |
| 2017 | 제25회 대한민국문화연예대상  | 영화부문 감독상                     | 장훈          | 수상 |
| 2017 | 제17회 대한민국청소년영화제  | 감독상                              | 장훈          | 수상 |
| 2017 | 제17회 대한민국청소년영화제  | 중년배우부문 인기영화인상           | 송강호        | 수상 |
| 2017 | 제17회 대한민국청소년영화제  | 신인배우부문 인기영화인상           | 엄태구        | 수상 |
| 2017 | 제17회 디렉터스 컷 시상식    | 특별언급상                          | 택시운전사    | 수상 |
| 2017 | 제17회 디렉터스 컷 시상식    | 올해의 남자신인연기자상             | 최귀화        | 수상 |
| 2017 | 제4회 한국영화제작가협회상   | 남우주연상                          | 송강호        | 수상 |
| 2017 | 제18회 올해의 여성영화인상   | 제작자상                            | 박은경        | 수상 |
| 2018 | 제12회 아시안 필름 어워즈    | 남우조연상                          | 유해진        | 후보 |
| 2018 | 제12회 아시안 필름 어워즈    | 음악상                              | 조영욱        | 후보 |
| 2018 | 제54회 백상예술대상          | 영화부문 대상                       | 택시운전사    | 후보 |
| 2018 | 제54회 백상예술대상          | 영화부문 대상                       | 송강호        | 후보 |
| 2018 | 제54회 백상예술대상          | 영화부문 작품상                     | 택시운전사    | 후보 |
| 2018 | 제54회 백상예술대상          | 영화부문 감독상                     | 장훈          | 후보 |
| 2018 | 제54회 백상예술대상          | 영화부문 남자 최우수연기상          | 송강호        | 후보 |
| 2018 | 제54회 백상예술대상          | 영화부문 시나리오상                 | 엄유나        | 후보 |
| 2018 | 제23회 춘사영화제            | 감독상                              | 장훈          | 후보 |
| 2018 | 제23회 춘사영화제            | 남우주연상                          | 송강호        | 후보 |
| 2018 | 제23회 춘사영화제            | 남우조연상                          | 류준열        | 후보 |
| 2018 | 제23회 춘사영화제            | 각본상                              | 엄유나        | 후보 |

## 같이 보기
- 5·18 광주 민주화 운동
- 위르겐 힌츠페터
- 화려한 휴가
- 제5공화국 (드라마)
- 제4공화국 (드라마)

## 참고 사항
- 송강호는 김만섭 역할을 맡으며 실존 인물인 김사복을 모티브로 한 작품이다.
- 송강호와 엄태구는 영화 《밀정》 이후로 2개월만에 재회한다.